# Jean-Philippe Jodard
Jean-Philippe Jodard, né le 8 juillet 1966 à Auxerre, est un joueur de beach-volley français. 
En 1993, il remporte la médaille d'or des Jeux mondiaux et est sacré champion d'Europe avec Christian Penigaud.